# Epoligosita nudipennis
Epoligosita nudipennis är en stekelart som först beskrevs av Kryger 1919.  Epoligosita nudipennis ingår i släktet Epoligosita och familjen hårstrimsteklar. Arten är reproducerande i Sverige. Inga underarter finns listade i Catalogue of Life.